# Arkadiusz Protasiuk

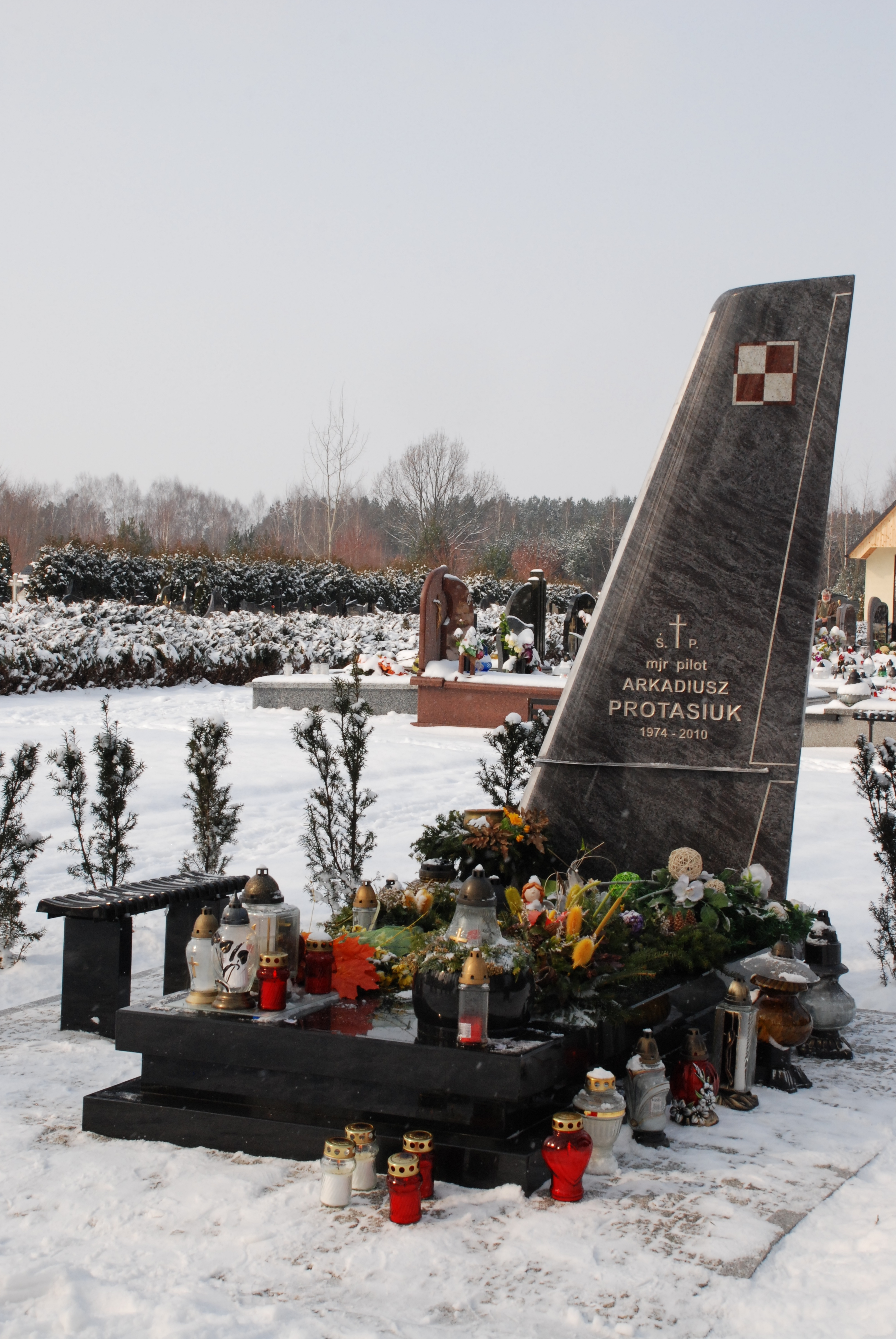
Nagrobek Arkadiusza Protasiuka

Arkadiusz Protasiuk (ur. 13 listopada 1974 w Siedlcach, zm. 10 kwietnia 2010 w Smoleńsku) – polski pilot klasy mistrzowskiej, kapitan pilot Wojska Polskiego pośmiertnie awansowany do stopnia majora, politolog, dowódca załogi samolotu Tu-154M nr boczny 101, który uległ katastrofie w Smoleńsku.

## Życiorys
Urodził się w Siedlcach. Jako dziecko wraz z rodziną przeprowadził się z Ząbkowic do Olkusza, gdzie współpracował z Wodnym Ochotniczym Pogotowiem Ratunkowym (WOPR).
W 1993 został absolwentem Ogólnokształcącego Liceum Lotniczego w Dęblinie. Ukończył z wyróżnieniem Wyższą Szkołę Oficerską Sił Powietrznych w Dęblinie tzw. Szkołę Orląt. 28 czerwca 1997r. został promowany na pierwszy stopień oficerski podporucznika. Od tego samego roku pełnił służbę w 36 Specjalnym Pułku Lotnictwa Transportowego, od 2008 dowódca załogi Tu-154M. Był pilotem klasy mistrzowskiej, posiadał pierwszą klasę pilota wojskowego, uprawnienia do wykonywania lotów w dzień i w nocy według procedur IFR przy warunkach IMC w charakterze dowódcy załogi na samolotach Tu-154M i Jak-40, a także uprawnienia pilota doświadczalnego III klasy samolotu Tu-154M. W 2005 odbył w certyfikowanym ośrodku szkoleniowym Polskich Linii Lotniczych LOT kurs teoretyczny na licencję liniową ATPL(A), przygotowujący do odbywania lotów międzynarodowych. W 2009 przeszedł specjalistyczne szkolenie w procedurach precyzyjnego i nieprecyzyjnego podejścia na Embraerach 175 organizowane przez Swiss AviationTraining Ltd. z Zurychu. Treningi związane były z niezrealizowanym ostatecznie projektem zakupu samolotów do przewozu VIP-ów. Jego ogólny nalot wynosił 3531 godzin, na samolocie Tu-154M 2907 godzin, w tym 445 godzin na stanowisku dowódcy.
Był absolwentem politologii na Wydziale Dziennikarstwa i Nauk Politycznych Uniwersytetu Warszawskiego z 1999. W 2003 ukończył studia podyplomowe na Wydziale Cybernetyki Wojskowej Akademii Technicznej w zakresie integracji europejskiej i bezpieczeństwa narodowego.
12 sierpnia 2008 był drugim pilotem lotu z prezydentem Lechem Kaczyńskim udającym się do Gruzji, w trakcie którego piloci odmówili zmiany miejsca lądowania z Gandży, w Azerbejdżanie, na Tbilisi. Na początku 2010 brał udział w akcji pomocy humanitarnej dla ofiar trzęsienia ziemi na Haiti. Wracając z Haiti 24 stycznia 2010, wylądował nocą na warszawskim lotnisku wojskowym Okęcie samolotem Tu-154M nr 101 z uszkodzonym blokiem sterowania. 4 lutego 2010 wraz z pozostałymi członkami personelu 36 SPLT za udział w akcji humanitarnej został wyróżniony przez dowódcę Sił Powietrznych RP gen. broni pil. Andrzeja Błasika.
W kwietniu 2010 był w załodze dwóch lotów z Warszawy do Smoleńska w Rosji na uroczystości obchodów 70. rocznicy zbrodni katyńskiej. 7 kwietnia 2010 w czasie lotu do Smoleńska z premierem Donaldem Tuskiem pełnił funkcję drugiego pilota (pierwszym pilotem był ppłk pil. Bartosz Stroiński). Podczas drugiego z lotów 10 kwietnia 2010 zginął w katastrofie polskiego samolotu Tu-154M w Smoleńsku. W czasie lotu pełnił funkcję dowódcy załogi samolotu, choć według wstępnych planów dowódcą załogi miał być podpułkownik Bartosz Stroiński – pilot, który był dowódcą załogi podczas lotu z 7 kwietnia. Według raportu końcowego Komisji Badania Wypadków Lotniczych Lotnictwa Państwowego (KBWLLP), badającej przyczyny katastrofy, w dniu 10 kwietnia 2010 nie miał ważnych dopuszczeń do wykonywania lądowań jako dowódca samolotu Tu-154M w systemach ILS, NDB, VOR DME, PAR i RSL, a także nie miał ważnych uprawnień do wykonywania lotów w charakterze dowódcy samolotów Tu-154M i Jak-40.
24 kwietnia 2010 został pochowany z honorami wojskowymi na cmentarzu komunalnym pod Grodziskiem Mazowieckim, w miejscowości Szczęsne. W trakcie uroczystości pogrzebowych, w których uczestniczył m.in. gen. broni pil. Lech Majewski, reprezentujący Szefa Sztabu Generalnego Wojska Polskiego, Kompania Reprezentacyjna Sił Powietrznych oddała salwę honorową, a nad cmentarzem przeleciały trzy samoloty wojskowe z Zespołu Akrobacyjnego „Orlik”.
Pośmiertnie, decyzją ministra obrony narodowej Bogdana Klicha z 13 kwietnia 2010, został awansowany do stopnia majora.

## Życie prywatne
Był mężem Magdaleny, mieli dwoje dzieci: syna Mikołaja i córkę Marię. Posługiwał się językami rosyjskim i angielskim.

## Upamiętnienie

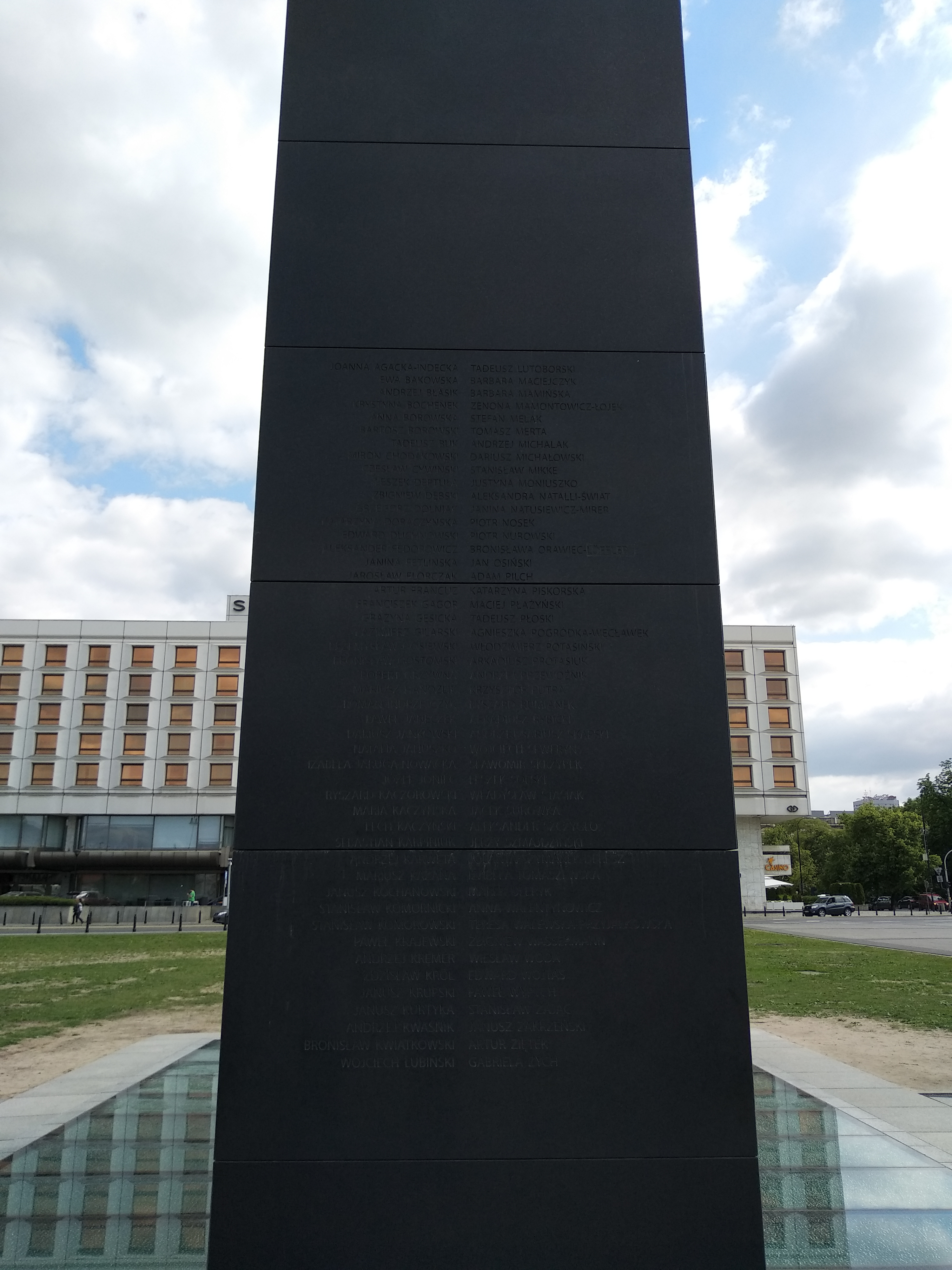
Arkadiusz Protasiuk upamiętniony na Pomniku Ofiar Tragedii Smoleńskiej 2010 roku w Warszawie

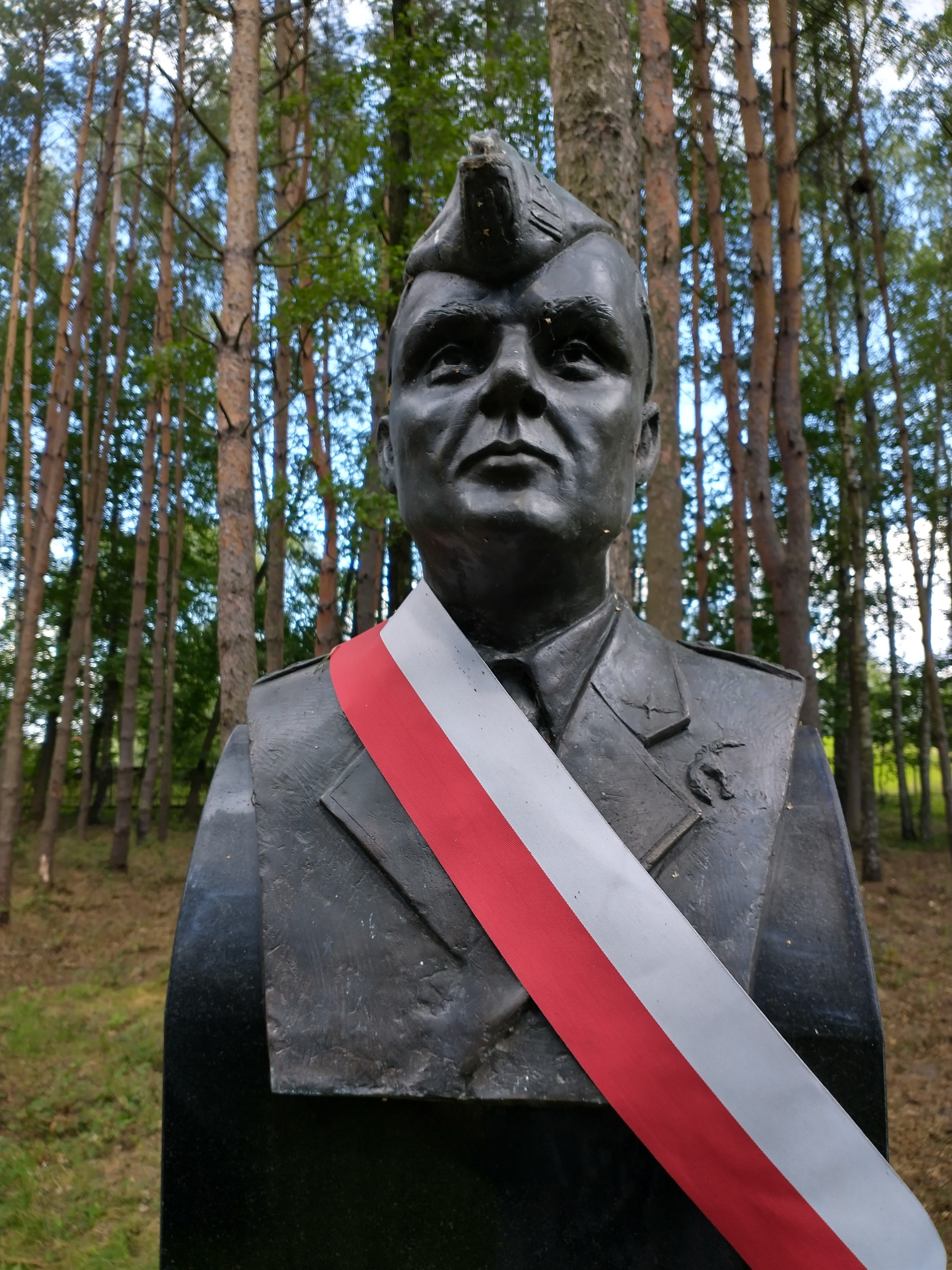
Popiersie w Ossowie

9 września 2011 w Olkuszu odsłonięto pomnik poświęcony dwóm pilotom związanym z miastem, którzy zginęli w katastrofach lotniczych: płk. Zdzisławowi Cieślikowi i mjr. Arkadiuszowi Protasiukowi.

## Odznaczenia
- Krzyż Kawalerski Orderu Odrodzenia Polski – 2010, pośmiertnie[35]
- Brązowy Krzyż Zasługi – 2007, „za zasługi w działalności na rzecz Wodnego Ochotniczego Pogotowia Ratunkowego”[36]
- Brązowy  Medal „Za zasługi dla obronności kraju” – 2005[1]